# Fokker F100
Pour les articles homonymes, voir F100.
 (décembre 2024).
Si vous disposez d'ouvrages ou d'articles de référence ou si vous connaissez des sites web de qualité traitant du thème abordé ici, merci de compléter l'article en donnant les références utiles à sa vérifiabilité et en les liant à la section « Notes et références ».
Dimensions

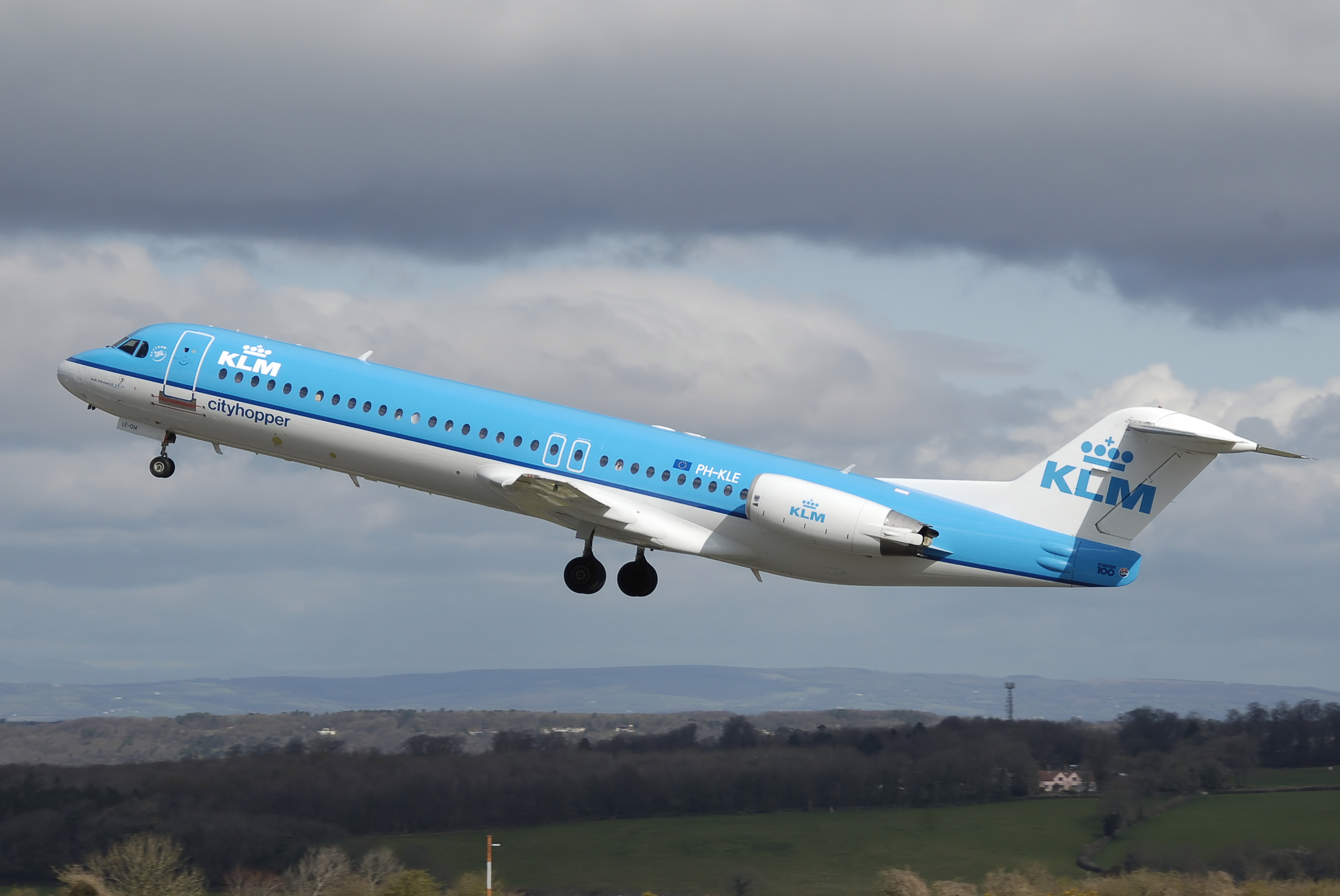
Fokker F100 de KLM

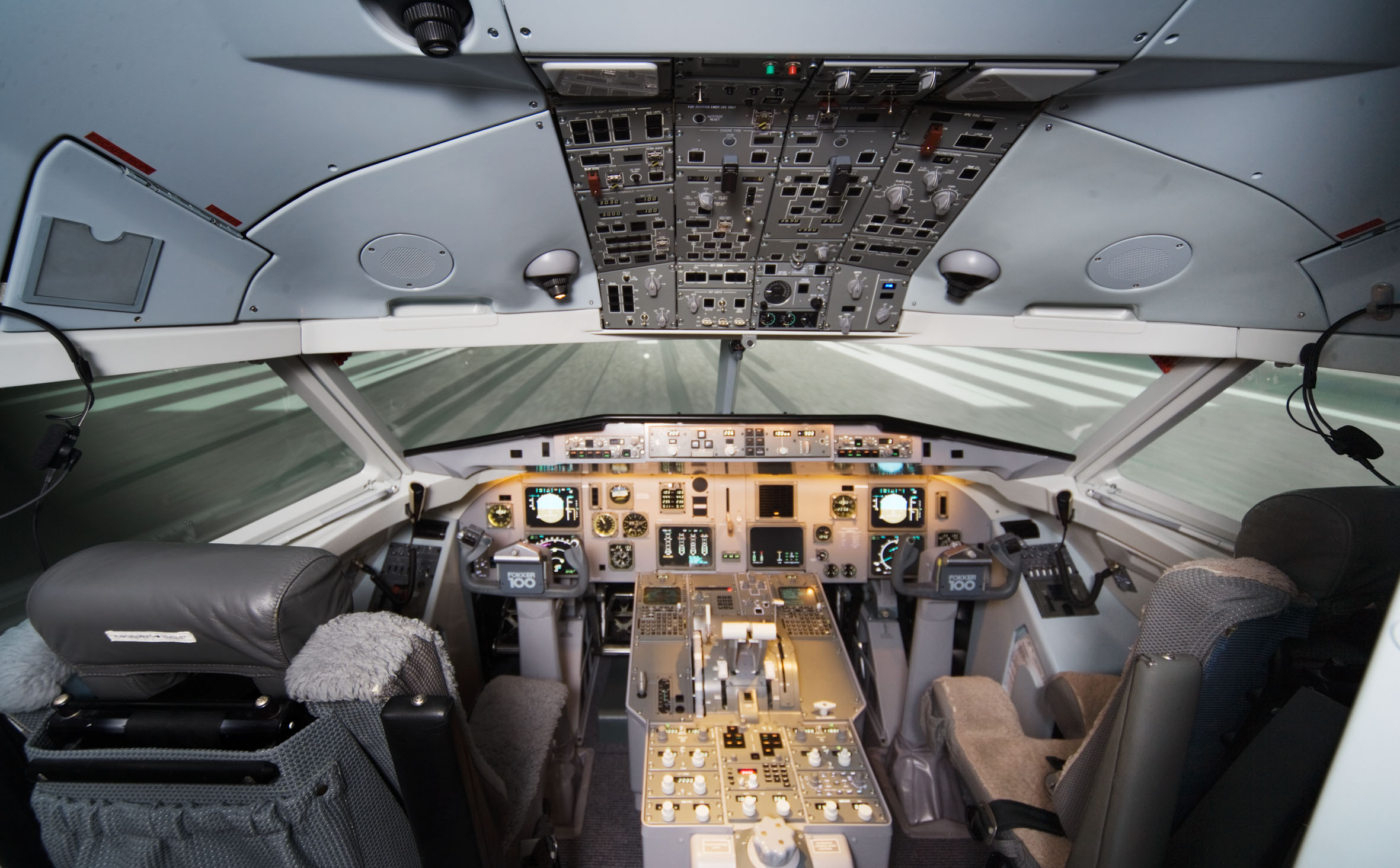
Cockpit de Fokker F100 (simulateur)

Le Fokker F100 est un biréacteur court courrier (2 500 km d'autonomie à la charge maxi) d'une centaine de places fabriqué par Fokker.
Des coûts opérationnels bas et peu de compétition dans sa catégorie ont fait de cet avion un grand succès commercial à la fin des années 1980. Cependant, les améliorations apportées aux Boeing 737 et Airbus A319 affectèrent les ventes de ce modèle. La production s'est arrêtée en 1997 avec, au total, 283 unités livrées. En juillet 2019, 101 Fokker F100 étaient en service dans 19 compagnies aériennes.

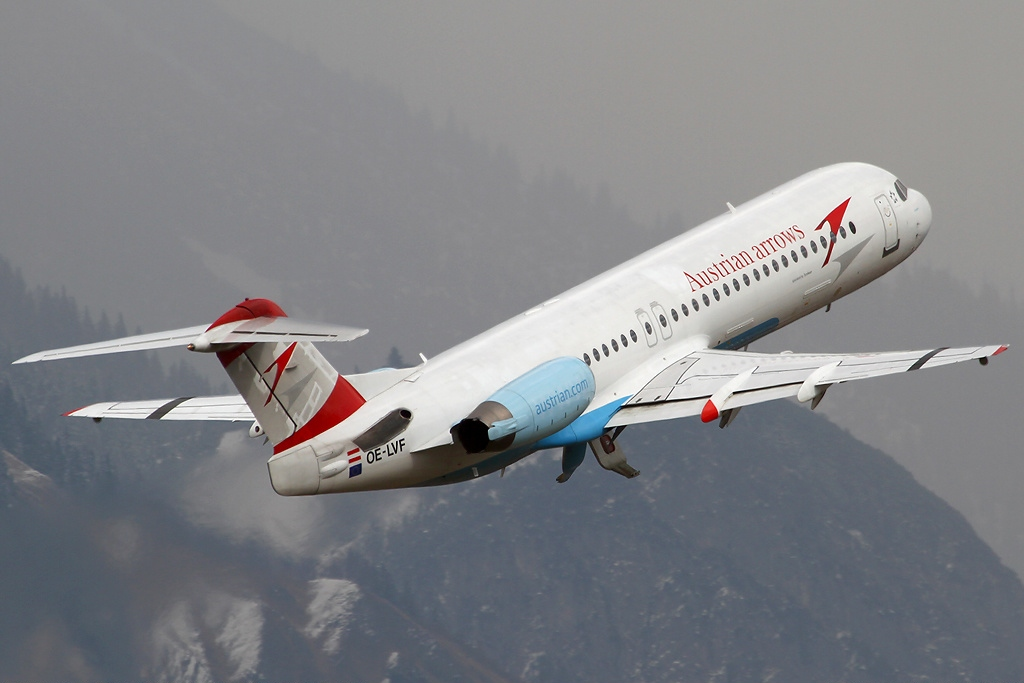
Un Fokker F100 d'Austrian Arrows.

## Histoire
Le modèle F100 a été annoncé en 1983 comme le remplaçant du populaire, mais dépassé, Fokker F28 Fellowship. La principale différence portait sur le fuselage, plus long. La capacité d'emport augmentait ainsi de 65 (pour le F28) à 107 passagers. L'avionique de dernière génération permet des atterrissages automatiques tous temps et une gestion optimale de son profil de vol (économie de carburant), tout en laissant au pilote la possibilité de le piloter manuellement en cas de panne des systèmes automatiques.
Le profil de l'aile a été modifié ce qui a permis, données commerciales à l'appui, de gagner 30 % de performance en vol de croisière.
L'appareil est motorisé par une nouvelle génération de turboréacteur : le Rolls-Royce RB.183 Tay, placés à l'arrière du fuselage, comme pour le F28; le F100 dispose également d'un empennage en T. On notera que le nouvel appareil n'a plus de hublots supplémentaires au-dessus des hublots principaux du cockpit, contrairement à son prédécesseur.
Deux prototypes ont été construits. Le premier, immatriculé PH-MKH, a volé pour la première fois le 30 novembre 1986, puis le second, immatriculé PH-MKC, le 25 février 1987. Les premières livraisons ont eu lieu en février 1988, avec des appareils équipés du Tay 620-15, à la compagnie Swissair. Par la suite, les compagnies American Airlines (75 commandes), TAM Transportes Aéreos Regionais (désormais TAM Airlines) (50 commandes), et USAir (40 commandes), qui sont des clients majeurs du F100, ont reçu des appareils équipés par le Tay 650-15, plus puissant.
Une version réaménagée « VIP » est également proposée avec une charge marchande beaucoup plus réduite ce qui permet une autonomie pouvant atteindre jusqu'à 6 000 km.
En 1993, une version raccourcie de 4,62 mètres, dénommée Fokker F70, fut lancée. Une version de 130 sièges (F130) et une version fret (F100QC) ont été également étudiées, mais leur production ne fut jamais lancée.

## Conception
Le cockpit du F100 est équipé de plusieurs écrans cathodiques (on parle aussi de « glass cockpit », en anglais) et d'un FMS. Ses systèmes de vol permettent une approche aux instruments ILS de catégorie III. L'avion est conçu pour être piloté à deux, ce qui était une nouveauté sur les appareils développés dans les années 1980.

## Accidents
- 5 mars 1993 : Le vol 301 de Palair Macedonian Airlines (en) s'écrase à Skopje (Macédoine). L'équipage perd le contrôle de l'avion en montée à l'issue du décollage; 4 des 6 membres de l'équipage et 77 des 96 passagers périssent dans l'accident. Cause identifiée : givrage.
- 31 octobre 1996 : le vol 402 de TAM Transportes Aéreos Regionais (TAM Linhas Aéreas) s'écrase à São Paulo (Brésil). La perte de contrôle de l'avion, due au déploiement d'un inverseur de poussée après le décollage, tue la totalité des 96 personnes à bord et 4 personnes au sol[3].
- 15 septembre 2001 : explosion non contenue du réacteur droit d'un Fokker 100 de TAM Linhas Aéreas, alors qu'il vole en croisière à 30 000 pieds. L'explosion détruit deux hublots et la dépressurisation de la cabine entraîne la mort d'un des 82 passagers[4].
- 30 août 2002 : un appareil de TAM Linhas Aéreas fait un atterrissage forcé à Araçatuba (Brésil), sans faire de victime. Cause identifiée : arrêt des réacteurs par panne sèche de carburant.
- 30 août 2002 : un appareil de TAM Linhas Aéreas fait un atterrissage train rentré à Viracopos (Brésil), sans faire de victime.
- 25 janvier 2005 : un avion de Montenegro Airlines sort de piste pendant un atterrissage de nuit sur une piste enneigée à Podgorica (Monténégro). Le train avant s'efface et l'avion glisse sur 700 mètres environ. L'accident fait quatre blessés dont les deux pilotes.
- 8 août 2006 : à São Paulo/Congonhas (Brésil), un appareil de TAM Linhas Aéreas perd sa porte avant quelques minutes après le décollage. L'équipage revient se poser à Congonhas.
- 25 janvier 2007 : Le vol 7775 de Régional rencontre un problème de givrage en décollant de l'aéroport de Pau (France)[5]. Le Fokker ayant traversé le grillage de bout de piste, son train d'atterrissage pulvérisa la cabine d'un semi-remorque. Le conducteur du camion, qui fut la seule victime de l'accident, est mort sur le coup.
- 25 décembre 2012 : un avion de la compagnie aérienne birmane Air Bagan, effectuant le vol 011, s'écrase lors de son atterrissage sur l'aéroport régional de Heho (Birmanie), dans des circonstances encore inexpliquées, faisant au moins deux victimes.
- 16 février 2018 : un avion de la Qeshm Air fait un atterrissage train rentré à Mashad (Iran), sans faire de victime[6].
- 27 décembre 2019 : Le vol 2100 de la compagnie Bek Air transportant 95 passagers et cinq membres d'équipage s'écrase peu après le décollage à Almaty au Kazakhstan, faisant 12 victimes.

## Caractéristiques
|                              | Fokker 100 Tay 620                                              | Fokker 100 Tay 650                                              |
| ---------------------------- | --------------------------------------------------------------- | --------------------------------------------------------------- |
| Equipage technique           | Deux                                                            | Deux                                                            |
| Nombre de sièges             | 122 (1 classe, maximum) 107 (1 classe, habituel) 97 (2 classes) | 122 (1 classe, maximum) 107 (1 classe, habituel) 97 (2 classes) |
| Longueur                     | 35,53 m                                                         | 35,53 m                                                         |
| Envergure                    | 28,08 m                                                         | 28,08 m                                                         |
| Surface portante             | 93,5 m2                                                         | 93,5 m2                                                         |
| Hauteur                      | 8,51 m                                                          | 8,51 m                                                          |
| Diamètre du fuselage         | 3,30 m                                                          | 3,30 m                                                          |
| Largeur cabine               | 3,10 m                                                          | 3,10 m                                                          |
| Hauteur cabine               | 2,01 m                                                          | 2,01 m                                                          |
| Masse à vide                 | 24 375 kg                                                       | 24 541 kg                                                       |
| Masse maximum au décollage   | 43 090 kg                                                       | 45 810 kg                                                       |
| Vitesse maximum              | 845 km/h, Mach 0.77                                             | 845 km/h, Mach 0.77                                             |
| Autonomie                    | 2 450 km                                                        | 3 166 km                                                        |
| Distance de décollage à MTOW | 1 520 m                                                         | 1 621 m                                                         |
| Capacité kérosène            | 13 365 L                                                        | 13 365 L                                                        |
| Plafond opérationnel         | 35 000 ft                                                       | 35 000 ft                                                       |
| Moteurs (2x)                 | Rolls-Royce Tay Mk 620-15                                       | Rolls-Royce Tay Mk 650-15                                       |
| Poussée unitaire             | 61.6 kN                                                         | 67.2 kN                                                         |

Source : airliners.net et flyfokker.com,